# Filip Neriusz Walter
Filip Neriusz Walter (ur. 31 maja 1810 w Krakowie, zm. 9 kwietnia 1847 w Paryżu) – polski chemik specjalizujący się w chemii organicznej i chemii produktów naturalnych, twórca polskiego nazewnictwa chemicznego.

## Życiorys
Syn Jana Nepomucena Waltera, kupca krakowskiego, który w czasie powstania krakowskiego 1846 roku został wybrany na burmistrza miasta Krakowa. Starszy brat Leon był jednym z aktywniejszych uczestników tego powstania. W latach 1830–1831 ojciec i brat działali w Krakowskim Komitecie Pomocy Powstaniu.
Mając 15 lat rozpoczął studia na Uniwersytecie Jagiellońskim, gdzie przez 3 lata studiował chemię i historię. W latach 1827–1830 na Uniwersytecie Berlińskim studiował chemię. W 1830 na Uniwersytecie Berlińskim obronił pracę dyplomową opisującą kwas szczawiowy i otrzymał promocję doktorską. 
Po wybuchu powstania listopadowego udał się do Warszawy i wstąpił do armii polskiej. Przyjęty został do 9. pułku piechoty liniowej i w stopniu podporucznika został adiutantem płk. Samuela Różyckiego, późniejszego generała. Po odniesieniu poważnych ran został w lipcu 1831 roku zwolniony z wojska i wrócił do Krakowa.
W 1831 roku, mając 21 lat, otrzymał akt nominacji na profesora chemii na Uniwersytecie Jagiellońskim. W tym samym roku wyjechał jednak do Francji. We Francji współpracował z chemikami takimi jak: Jean-Baptiste Dumas, Pierre Joseph Pelletier. W latach 1836–1845 piastował funkcję dyrektora pracowni chemicznej Centralnej Szkoły Sztuk i Rzemiosł w Paryżu. W 1847 rząd Francji przyznał Filipowi Neriuszowi Walterowi za zasługi naukowe i pracę pedagogiczną odznaczenie – Krzyż Legii Honorowej.

## Osiągnięcia
W swoich badaniach zajmował się produktami destylacji żywic roślinnych, ropy naftowej i wosku oraz olejków roślinnych. Jako pierwszy wydestylował naftę z ropy naftowej i zbadał jej właściwości. Nafta stała się towarem powszechnego użytku, gdy polski farmaceuta Ignacy Łukasiewicz skonstruował lampę naftową. Odkrył i zbadał toluen, bifenyl, nitrotoluen, cedren i 20 innych związków chemicznych.
W publikacji naukowej z 1842 pt. Krótki wykład nomenklatury chemicznej polskiej oraz z 1844 pt. Wykład nomenklatury chemicznej polskiej i porównanie jej z nomenklaturami łacińską, francuską, angielską i niemiecką Walter stworzył polską nomenklaturę związków nieorganicznych, stanowiącą podstawę nazewnictwa stosowanego obecnie.
Zaproponował polskie nazwy pierwiastków i niektórych związków chemicznych używanych obecnie, takich jak: azot, bar, bor, brom, cez, chlor, fluor, itr, jod, lit, magnez, osm, pallad, potas, rod, tellur, tor, wanad, węgiel, wodór, siarkowodór i inne.